# حسين عسر
حسين عسر (بالإنجليزية: Hussien Asar) ممثل مصري من مواليد 9 يناير 1903  في حي الجمالية بالقاهرة، وهو الشقيق الأصغر للممثل عبد الوارث، ويصغره بتسع سنوات، ووالد المصور السينمائي أحمد عسر. تعلم مبادئ القراءة والتلاوة والتجويد وحفظ القرآن. والده هو المحامي على عسر، وكان صديقًا مقربًا للزعيم سعد زغلول، وكان من المترددين على بيت الأمة، وغرس الأب في جميع أبنائه حب القراءة واللغة العربية، ولعل أصول والده القروية التي ترجع للدلنجات بمحافظة البحيرة، ساعدته أيضا على تقديم النمط الريفي بتميز.
بدأ عمله الفني مع الممثل بشارة واكيم سنة 1926 في مسرحية «علي بابا».
عمل حسين عسر في المعهد العالي للسينما في فترة الستينات، ثم تركه ليتفرغ للتمثيل.
أخر أعماله فيلم «بريق عينيك» في العام 1982، للمخرج محمد عبد العزيز من بطولة نور الشريف وحسين فهمي ومديحة كامل.
توفي حسين عسر بعد صراع مع المرض في 22 يناير 1987 عن عمر ناهز الرابعة والثمانين.
كانت حصيلة أعماله السينمائية 73 فيلماً أهمها:
1930: زينب (فيلم صامت) رواية محمد حسين هيكل، إخراج محمد كريم.
1937: سلامة في خير، إخراج نيازي مصطفى.
1938: عمر وجميلة، إخراج كارلو بوبا.
1957: تجار الموت، إخراج كمال الشيخ.
1958: الزوجة العذراء، إخراج السيد بدير.
1959: دعاء الكروان، إخراج هنري بركات.
1959: حسن ونعيمة، إخراج هنري بركات.
1961: شاطئ الحب، إخراج هنري بركات.
1963: الأيدي الناعمة، إخراج محمود ذو الفقار.
1964: أمير الدهاء، إخراج هنري بركات.
1964: أدهم الشرقاوي، إخراج حسام الدين مصطفى.
1965: طريد الفردوس، إخراج فطين عبد الوهاب.
1965: نهر الحياة، إخراج حسن رضا.
1972: حب وكبرياء، إخراج حسن الإمام.
- 1975: حبي الأول والأخير

1977: أفواه وأرانب، إخراج سمير عبد العظيم.

## وصلات خارجية
- حسين عسر على موقع IMDb (الإنجليزية)
- حسين عسر على موقع الدهليز
- حسين عسر على موقع قاعدة بيانات الأفلام العربية
- حسين عسر على موقع دهليز
- حسين عسر على موقع كاروهات